# Bolbitius
Bolbitius, es un género de hongos basidiomiceto de la familia Bolbitiaceae. Dentro de este género se encuentran 80 especies.

## Especies
- B. acer
- B. affinis
- B. albiceps
- B. albipes
- B. albus
- B. alliaceus
- B. ameghinoi
- B. apicalis
- B. autumnalis
- B. bambusicola
- B. broadwayi
- B. bruchii
- B. brunneodiscus
- B. brunneus
- B. bulbillosus
- B. callistus
- B. citrinus
- B. compactus
- B. conocephalus
- B. contribulans
- B. coprophilus
- B. cremeus
- B. demangei
- B. elegans
- B. exiguus
- B. expansus
- B. ferrugineus
- B. fissus
- B. flavellus
- B. flavus
- B. floridanus
- B. glatfelteri
- B. gloiocyaneus
- B. gracilior
- B. grandiusculus
- B. huijsmanii
- B. hydrophilus
- B. incarnatus
- B. intermedius
- B. jalapensis
- B. lacteus
- B. liberatus
- B. lineatus
- B. longipes
- B. luteolus
- B. luteus
- B. macrorhizus
- B. malesianus
- B. marcescibilis
- B. marginatipes
- B. mesosporus
- B. mexicanus
- B. mitriformis
- B. muscicola
- B. nobilis
- B. oryzae
- B. ozonii
- B. panaeoloides
- B. perpusillus
- B. phascoides
- B. pluteoides
- B. psittacinus
- B. purifluus
- B. pusillus
- B. radians
- B. reticulatus
- B. rivulosus
- B. roseipes
- B. rubellus
- B. stramineus
- B. titubans
- B. tjibodensis
- B. tripolitanus
- B. tucumanensis
- B. variicolor
- B. versicolor
- B. villipes
- B. viscosus
- B. vitellinus
- B. yunnanensis